# Mikail Nersès Sétian
Mikail Nersès Sétian (* 18. November 1918 in Sivas, Türkei; † 2. September 2002 in Los Angeles) war der erste armenisch-katholische Apostolische Exarch der Vereinigten Staaten und Kanada.

## Leben
Mikail Nersès Sétian wurde am 13. April 1941 in Rom zum Priester der armenisch-katholischen Kirche geweiht. Vor seiner Ernennung zum Apostolischen Exarch war Sétian Rektor des Päpstlichen Armenischen Kollegs in Rom und von 1974 bis 1981 Prokurator des Patriarchen von Kilikien in Rom. 
Gleichzeitig mit der Ernennung zum Titularbischof von Ancyra degli Armeni wurde er am 3. Juli 1981 zum Apostolischen Exarch der USA und Kanada ernannt. Der Patriarch von Kilikien Erzbischof Hemaiag Bedros XVII. Guedikian CAM und die Mitkonsekratoren Weihbischof Paul Coussa im Syrisch-katholischen Patriarchat von Antiochia und Weihbischof André Bedoglouyan ICPB weihten ihn am 5. Dezember 1981 zum Bischof. Die Bischofsweihe wurde in der Sankt-Peter-und-Paul-Basilika zu Philadelphia vollzogen, die Amtseinführung erfolgte am 27. Dezember 1981.
Zu einer seiner ersten Aufgaben gehörte 1983 die Verlegung des Amtssitzes nach New York City. Der Erzbischof von New York, Terence James Kardinal Cooke stellte ihm hierzu die St.-Ann’s-Kirche zur Verfügung, diese wurde von 1984 bis 1990 zu einer Kathedrale erweitert. 
Nach seinem altersgemäßen Rücktritt am 18. September 1993 war er bis zu seinem Tod am 9. September 2002 emeritierter Apostolischer Exarch der USA und Kanada. Er starb in Los Angeles und wurde in Rom beigesetzt. Bischof Sétian war Mitkonsekrator bei der Weihe von Vartán Waldir Boghossian SDB zum Titularbischof von Mardin degli Armeni (Apostolischer Exarch von Lateinamerika und Mexiko) und von Hovhannes Tertzakian CAM zum Titularbischof von Trapezus degli Armeni.